# Judenne
Judenne was een Frans bedrijf dat in de jaren vijftig bromfietsen maakte waarin inbouwmotoren van verschillende merken werden gebruikt.
In 1954 produceerde men de Scot scooter met 70cc-Lavalette tweetaktmotor en drie versnellingen.